# Franciscus Kenninck
Franciscus Kenninck (Den Helder, 18 juni 1859 - Utrecht, 10 februari 1937) was een Nederlandse oudkatholieke aartsbisschop van Utrecht.
Hij werd in 1888 tot priester gewijd. Nog hiervoor, in 1886, werd hij benoemd tot hoogleraar in de exegese en inleidende bijbelwetenschap. In 1898 werd hij pastoor in Amersfoort. 
Na de dood van aartsbisschop Gerardus Gul in februari 1920 werd Kenninck tot diens opvolger gekozen. Tot zijn overlijden in 1937 vervulde hij dit ambt.